# Gustav Frištenský

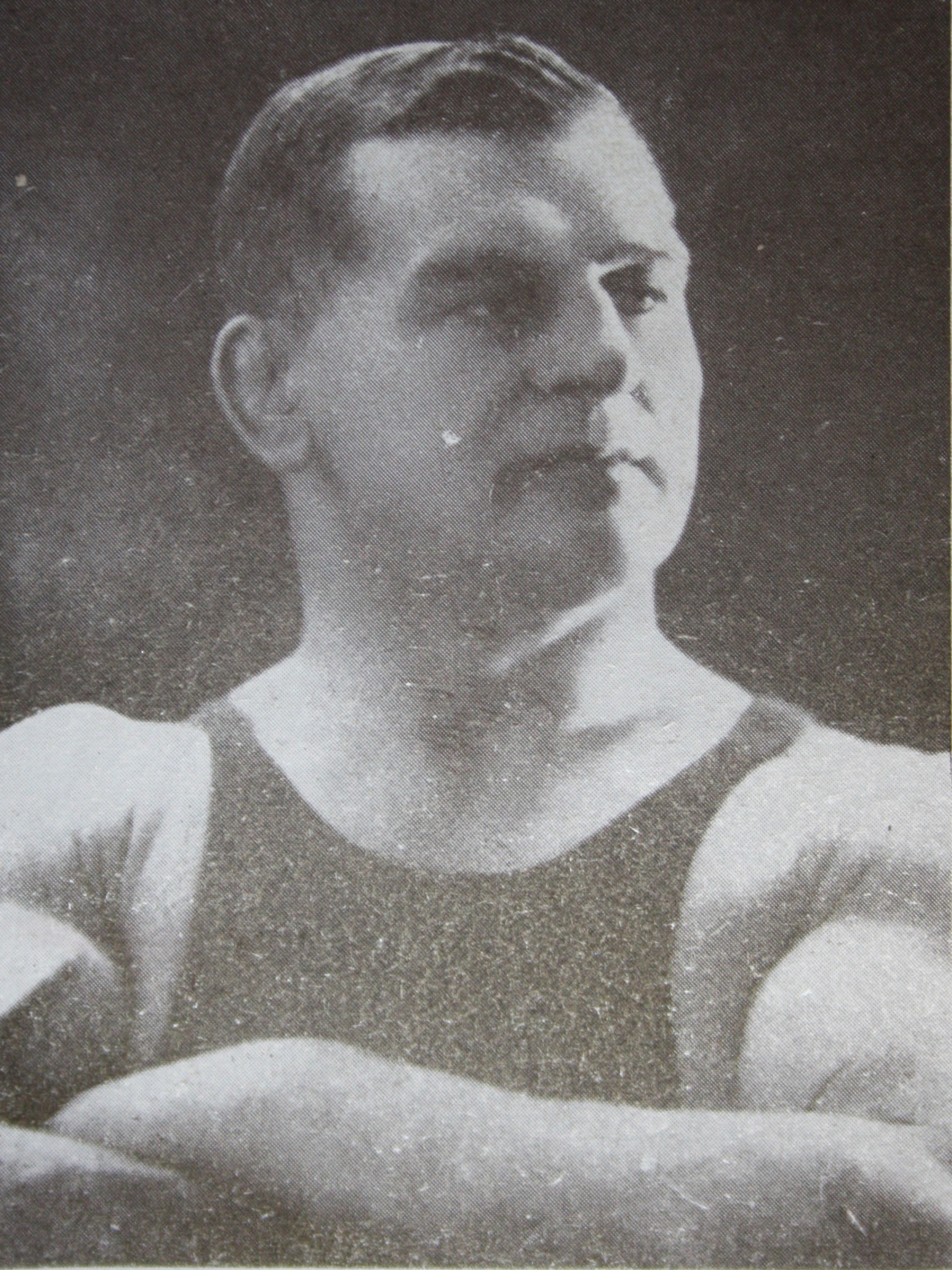
Gustav Frištenský

Gustav Frištenský (* 7. Mai 1879 in Kamhajek, Böhmen; † 4. April 1957 in Litovel) war ein tschechischer Ringer und Europameister der Amateure und der Berufsringer.

## Biographie
Frištenský war eines von sieben Kindern eines böhmischen Kleinbauern im k.u.k.-österreichischen Kaiserreich. Er wuchs in seinem Geburtsort auf und musste als Kind fleißig auf dem elterlichen Hof mitarbeiten. Mit 14 Jahren begann er eine Lehre als Schmied, wechselte aber nach einem Arbeitsunfall das Metier und erlernte den Beruf eines Metzgers. Er arbeitete nach seiner Lehre in Kolín und Brünn. In Brünn begann er sich im Sportklub „Sokol“ als Turner sowie als Leicht- und Schwerathlet zu betätigen. Dabei wuchs er zu einem stattlichen, prächtig gebauten Athleten heran, der sich ab 1898 in Brünn, Prag und Wien an Ringerwettstreiten beteiligte.
1903 wurde Frištenský österreichischer Meister und beteiligte sich im selben Jahr bei Europameisterschaften im griechisch-römischen Stil in Rotterdam. Diese Meisterschaften fanden damals noch ohne Gewichtsklasseneinteilung statt. Frištenský zeigte in Rotterdam hervorragende Leistungen und wurde vor Hans-Heinrich Egeberg aus Dänemark, Joseph Plombe, Belgien, Philipp de Haas, Belgien, Otto Grandpaier und Karl Hoch aus dem Deutschen Reich Europameister.
Im Jahre 1903 beteiligte sich Gustav Frištenský, der 1,80 m groß war und ca. 100 kg wog, in Wien an einem als Weltmeisterschaft ausgeschriebenen Körper-Schönheits-Wettbewerb und belegte dort den 1. Platz. Er kann deshalb als einer der Stammväter des modernen Bodybuildings bezeichnet werden.
Frištenský zeigte auch im Gewichtheben gute Leistungen. So soll er 140 kg beidarmig gestoßen haben.

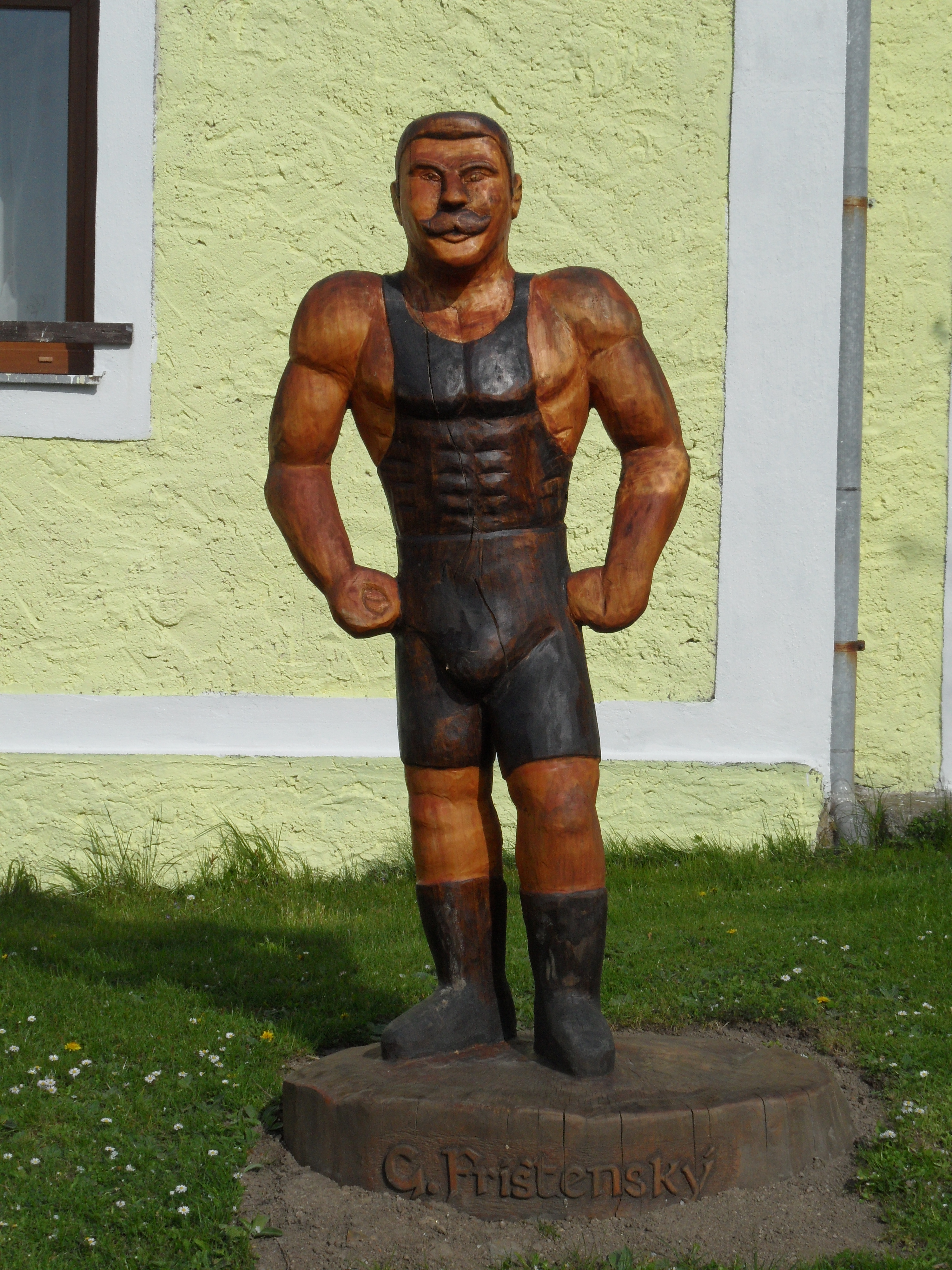
Hölzerne Statue vor Frištenskýs Geburtshaus

1906 wurde Frištenský Berufsringer. Er blieb zunächst in Europa und gewann 1909 ein Turnier in Wien. Später ging er nach Südamerika und in die USA. Er kämpfte dort auch im freien Stil u. a. im Madison Square Garden in New York City, in Chicago, Boston und Montreal. Einige der Gegner, die er dabei schlug, waren Andre Anderson, Victor Soldat, Joe Geshot, Marty Cutler und Joe Wallace.
1913 kämpfte Gustav Frištenský in Wien gegen Stanislaus Cyganiewicz aus Polen und unterlag diesem nach 45 Minuten.
Während des Ersten Weltkrieges kämpfte er als Artillerist in der k.u.k.-Armee.
1929 wurde Gustav Frištenský in Prag Europameister der Berufsringer im griechisch-römischen Stil vor Leskinowitsch, Lettland, Pinetzki, Polen, Jirsa, Tschechoslowakei, Orloff, Russland, Karsch u. Bahn, beide Deutschland.
Während der deutschen Besatzung überlebte er eine Haftzeit in einem Konzentrationslager und war nach dem Zweiten Weltkrieg noch bis 1951 als Berufsringer tätig.
2015 wurde ein Asteroid nach ihm benannt: (24967) Frištenský.